# グナイゼナウ (コルベット)
|          |                                                                                             |
| 艦歴     |                                                                                             |
| 名前     | グナイゼナウ                                                                                |
| 建造     | Kaiserliche Werft Danzig                                                                    |
| 起工     | 1877年6月                                                                                   |
| 進水     | 1879年9月4日                                                                                |
| 竣工     | 1880年10月3日                                                                               |
| その後   | 1900年12月16日にスペイン・マラガで嵐により沈没                                              |
| 主要諸元 |                                                                                             |
| 艦級     | ビスマルク級コルベット                                                                      |
| 排水量   | 3,089トン                                                                                   |
| 全長     | 82メートル                                                                                  |
| 全幅     | 13.7メートル                                                                                |
| 吃水     | 6.3メートル                                                                                 |
| 機関出力 | 2,500指示馬力 (1,900キロワット)                                                             |
| 機関     | 横置き型箱型煙管缶4基 横置型単段膨脹型3気筒レシプロ機関1基1軸                               |
| 速力     | 12ノット                                                                                    |
| 航続距離 | 10ノットで1,940海里                                                                         |
| 定員     | 452人(訓練生含む)                                                                           |
| 兵装     | 15センチ（5.9インチ）単装砲14基 8.8センチ(3.5インチ)速射砲2基 3.7センチ(1.5インチ)五連銃6基 |

グナイゼナウ(SMS Gneisenau)は、ドイツ帝国海軍が建造したビスマルク級コルベットである。艦名はプロイセン王国のアウグスト・フォン・グナイゼナウ陸軍元帥から取られた。
グナイゼナウは帝国海軍幹部候補のための遠洋航海に従事した。しかし1885年、オーストラリア・シドニーにおいて乗組員の逃亡が起きている。
1900年12月16日、推進機械の故障によりスペイン・マラガの港付近の防波堤で座礁していたグナイゼナウは嵐に遭い沈没した。